# Пантин, Игорь Константинович
И́горь Константи́нович Па́нтин (род. 6 октября 1930, дер. Новая Слуда, Сямженский район, Вологодская область, СССР) — советский и российский философ и политолог, специалист по истории русской философии и политологии, общественной и политической мысли России. Доктор философских наук, профессор. Один из авторов «Атеистического словаря» и «Краткого философского словаря». Отец политолога В. И. Пантина.

## Биография
В 1954 году окончил философский факультет МГУ имени М. В. Ломоносова, а в 1957 году там же аспирантуру по кафедре истории философии народов СССР.
В 1958—1964 годах работал в Политиздате.
В 1963 году в Московском институте народного хозяйства имени Г. В. Плеханова защитил диссертацию на соискание учёной степени кандидата философских наук по теме «Борьба материализма с позитивизмом в русской философии. 2-я половина XIX в.».
В 1964—1979 годах — заведующий кафедрой философии Всесоюзного заочного института пищевой промышленности.
Был заведующим сектором в Институте международного рабочего движения АН СССР.
В 1975 году в МГУ имени М. В. Ломоносова в специализированном совете по теории научного коммунизма защитил диссертацию на соискание учёной степени доктора философских наук по теме «Социалистическая мысль в России: переход от народничества к марксизму» (специальность 09.00.02 — теория научного социализма и коммунизма).
В 1992—2005 годах — заведующий сектором истории политической философии Института философии РАН, где по настоящее время является главным научным сотрудником.
С 1983 года — главный редактор, а с 1997 года — политический директор журнала «Политические исследования».

## Научная деятельность
Философ П. В. Алексеев отмечает, что рамках входящей в круг научных интересов Пантина специфики догоняющего («запоздалого» по С. М. Соловьёву) развития России, «в связи и через призму движения общественной мысли», им были рассмотрены особенности её исторического развития. Данную разновидность исторической эволюции (в духовной, политической и экономической плоскостях), он описал как сложившуюся не посредством естественного развития общества, а под влиянием опыта отношений, экономики и культуры исходящего со стороны более развитых стран Запада, чему способствовали такие факторы, как геополитическое положение России и участие в «концерте европейских держав» (Карл Маркс). Таким образом структуры, у которых отсутствует родство, относящиеся к различным стадиям общественного развития, а также «наслоение новых отношений и новых противоречий на неустранённые старые» является следствием отсутствия социальной группы или класса у которого бы совпадали с потребностями развития всего общества. Всё это приводило к усилению роли насилия и государства, как его проводника, для «преодоления исторических тупиков, развязки внутренних и внешних кризисов». И, напротив, «ослабление государственного начала в России всегда означало разброд в стране, кровавые конфликты между верхами и низами, ужасающие бедствия». Пантиным было установлено, что «движение по „перевёрнутой схеме“ — сначала инициатива власти, затем преобразование (с помощью рычагов государственной власти) — имела в качестве своих предпосылок слабость, неразвитость общественных сил, заинтересованных по своему положению в переменах, вынужденный, недобровольный характер проводимых реформ, иногда под угрозой катастрофы, наконец, политическую апатию основной массы населения». Это порождало «мобилизационный характер догоняющего развития и расхождение демократической и либеральной тенденций», а «в отсутствие политической оппозиции начинаниями верхов (если она появляется, ее просто подавляют) импульсы „снизу“ по мере своего усиления приобретают негативную, разрушительную и, главное, антилиберальную направленность». Так в 1917 году, в условиях Первой мировой войны породившей общенациональный кризис, произошёл социальный взрыв, который удалось направить в нужное русло только большевикам. Однако «новая социальная справедливость и даже культурный подъём масс в постреволюционную эпоху» основывались на «отрицании политических свобод, на физическом устранении всех групп, недовольных правящим режимом», а «демократическая перспектива „строительства социализма“ оказалась, т. о., мифом: вместо привлечения масс народа к участию в управлении государством, создании механизма „обратной связи“, она обернулась исключительной монополией большевиков на политическую власть, монополией, которая быстро переросла в коммунистический тоталитаризм», что, в конечном итоге, привело к его падению в конце XX века, «причём не столько в результате неразрешимых экономических проблем, не в силу мощного политического натиска враждебных ему сил в обществе и народе, сколько под тяжестью неспособности справиться с проблемами модернизации страны», поскольку «под вопросом оказались не только экономическая эффективность догоняющего развития, но и диктуемые им политические, идеологические и моральные императивы».

## Научные труды

### Монографии
- Пантин И. К. Материалистическое мировоззрение и теория познания русских революционных демократов: (Очерки). — М.: Высшая школа, 1961. — 118 с.
- Пантин И. К. Социалистическая мысль в России: переход от утопии к науке. — М.: Политиздат, 1973. — 358 с.
- Пантин И. К., Плимак Е. Г., Хорос В. Г. Сто лет борьбы и исканий. Российское революционное движение. — М.: Прогресс, 1986. — 376 с.
- Пантин И. К., Плимак Е. Г., Хорос В. Г. Революционная традиция в России, 1783—1883 гг. — М. : Мысль, 1986. — 343 с.
- Плимак Е. Г., Пантин И. К. Драма российских реформ и революций: (Сравнительно-политический анализ) / Рос. акад. наук. Ин-т сравнит. политологии. — М. : Весь мир, 2000. — 360 с. (Тема). ISBN 5-7777-0082-9
- Пантин И. К. Россия и мир: историческое самоузнавание. — М.: Эдиториал УРСС, 2000. — 134 с. (Избранная социально-философская публицистика / Рос. акад. наук. Ин-т философии). ISBN 5-8360-0073-5
- Пантин И. К. Судьбы демократии в России / Рос. акад. наук, Ин-т философии. — М.: ИФ РАН, 2004. — 196 с. ISBN 5-9540-0014-X

### Статьи
на русском языке
- Пантин И. К. Критика позитивизма в русской материалистической философии (40-80-е гг. 19 в.). // Вопросы философии. — 1961. — № 2.
- Пантин И. К. Идеи К. Маркса на переломе человеческой цивилизации. // Коммунист. — 1990. — № 4.
- Пантин И. К. Россия XVIII—XX веков. Тип «запоздавшего» исторического развития. // Коммунист. — 1991. — № 11.
- Пантин И. К. «Исторический путь — не тротуар Невского проспекта». // Свободная мысль. — 1991. — № 17.
- Пантин И. К. От смуты к смуте. Россия в тупике «догоняющего развития». // Октябрь. — 1993. — № 1.
- Пантин И. К. Драма противостояния демократии и либерализма в старой и новой России // Политические исследования. — 1994. — № 3.
- Пантин И. К. К логике теоретического становления современного социализма // Политические исследования. — 1996. — № 4.
- Пантин И. К. Посткоммунистическая демократия в России: основания и особенности // Вопросы философии. — 1996. — № 6.
- Пантин И. К. Октябрь: движение в непредуказанное // Политические исследования. — 1997. — № 5.
- Пантин И. К. Россия: окончание исторического цикла? // Pro et Contra. Лето 1999.
- Пантин И. К. Оранжевые пилюли от российских болезней // Политические исследования. — 2010. — № 6. — С. 177—181.
- Пантин И. К. Русская революция: политико-философское прочтение события // Альтернативы. — 2011. — № 2.
- Пантин И. К. Русская революция как проблема политической философии // Политические исследования. — 2011. — № 5.
- Пантин И. К. Почему распался Советский Союз? // Застой. Потенциал СССР накануне распада. — М.: Культурная революция, 2011.
- Пантин И. К. Социально-политический переворот 1991—1993 гг. и кризис нравственного сознания в российском обществе // Политико-философский ежегодник. — 2012. — № 5.
- Пантин И. К. Октябрьский перелом: пролог к современности // Nota bene. Философия и культура. — 2012. — № 7.
- Пантин И. К. К вопросу о характере Октябрьской революции 1917 года // Политические исследования. — 2013. — № 6.
- Пантин И. К. А. И. Герцен и русская философско-революционная традиция // Александр Иванович Герцен и исторические судьбы России. — М.: ИФ РАН, 2013
- Пантин И. К. Российская история — Русская революция // Политико-философский ежегодник. 2013. Выпуск 6. М.: ИФ РАН.
- Пантин И. К. Социально-экономические истоки Русской революции // Революция как концепт и событие: монография / Под ред. А. А. Варгумяна, С. Г. Ильинской, М. М. Федоровой. — М.: ООО «ЦИУМиНЛ», 2015.
- Пантин И. К. Революция и насилие (в защиту исторического подхода к оценке Октябрьской революции) // Общественные науки и современность. — 2017. — № 1.
- Пантин И. К. Октябрь — драматический путь к Современности // Философский журнал. — 2017. — № 4.

на других языках
- Pantin I. K. Herzen and the Russian Philosophical-Political Tradition // Russian Studies in Philosophy. Vol. 51. № 3.